# Hipposideros pratti
Hipposideros pratti — є одним з видів кажанів родини Hipposideridae.

## Поширення
Країни поширення: Китай, В'єтнам. Лаштує сідала в печерах.

## Загрози та охорона
Загрози для цього виду не відомі. Поки не відомо, чи вид присутній в будь-якій з охоронних територій.